# Hermandad de La Flagelación (El Puerto de Santa María)
La Hermandad de la Flagelación cuyo nombre oficial y completo es Hermandad Sacramental y cofradía de nazarenos del Santísimo Cristo de la Flagelación, María Santísima de la Amargura, San Joaquín y Santa Ana es una hermandad religiosa o cofradía con sede en la Parroquia de San Joaquín, en la ciudad de El Puerto de Santa María (España). Realiza una procesión durante la Semana Santa de El Puerto de Santa María, en la tarde del Domingo de Ramos.

## Historia[2]
La hermandad se funda el 2 de julio de 1939, con el fin de dar culto a un Cristo atado a la Columna situado en una capilla de la Iglesia Parroquial de San Joaquín, que por entonces tenía muchos devotos. El grupo de jóvenes fundadores estaba formado por Ramón Bayo Valdés, Antonio Díaz Artola, Jesús Py Bononato, José Caamaño Camacho, Manuel Medina Franco, Francisco Lora Atalaya, Manuel Bollullo López, Manuel Iglesias Veneroni, José Arjona Cias y Emilio Terol Escribano. Realiza en 1940 su primera salida procesional en la jornada del Domingo de Ramos con un paso que realizó el artista Arjona en el año 1939 por el artista Arjona. 
En 1942, procesiona por primera vez, María Stma. de la Amargura, propiedad de María Iñigo. En el año 1943, la hermandad encargó al Imaginero Antonio Castillo Lastrucci una nueva imagen mariana. El 17 de marzo de 1944, tras dar la autorización el Sr. Arzobispo de Sevilla, se bendice la nueva imagen de María Stma. de la Amargura en la Parroquia de San Joaquín. La primitiva dolorosa actualmente procesiona el lunes Santo en la localidad sevillana de Utrera en la Hermandad de la Amargura (Los muchachos de Consolación).
En el año 1944 se bendijo en la fachada de San Joaquín un retablo cerámico del Stmo. Cristo de la Flagelación.
En el año 1946, se estrena un nuevo paso de Cristo por artesano portuense Gallardo, vendiendo el anterior a la Hermandad de la Patrona de Rota. 
El año 1951, para completar el paso del Señor, dos tallas de sayones azotando, al se encargó a los imagineros jerezanos Lutzgardo y Francisco Pinto.
En el año 1958 donó a nuestra Titular, María Stma. De la Amargura, dos trajes de luces, el torero José Jiménez Chicuelo para confecionarle dos sayas para sus salidas procesionales.
Se estrena para el año 1960, un nuevo paso de misterio, de estilo Barroco y fue tallado por Lutzgardo Pinto, de Jerez de la Frontera y el dorado lo realizó Daza.
En el año 1994, y con motivo del cincuenta aniversario de la Imagen de María Santísima de la Amargura se celebran varios actos conmemorativos. En el 2000 se celebra en Valencia a una reunión con las Hermandades cuya advocación es Cristo atado a la Columna, donde es elegido Coordinador de la zona de Andalucía Occidental, Ceuta y Melilla, al Hermano Mayor de la hermandad portuense Carlos Alejandro Díaz Moreno.
El 3 de noviembre de 2001, se celebra en esta Ciudad la Presentación para toda Andalucía Occidental, Ceuta y Melilla del Grupo Nacional de Hermandades y Cofradías del Segundo Misterio Doloroso. La Hermandad de Ntra. Sra. del Rocío de nuestra Ciudad en verano 2002, en un acto solemne hace entrega a María Santísima de la Amargura de un rosario de plata.El Domingo de Ramos de 2003, se incorpora al Paso de Misterio la figura de un soldado romano realizado por el Imaginero Portuense Ángel Pantoja, y con el diseño de David Calleja Ruiz. Ese mismo año el Paso de María Santísima de la Amargura salió por las puertas de nuestra Parroquia por primera vez con los costaleros de rodillas. En el año de 2006, la Delegación Diocesana de Hermandades y Cofradías concede a esta Hermandad, la inclusión de los Santos San Joaquín y Santa Ana. Durante el mes de octubre del año 2008, se celebra en nuestra Ciudad el III Encuentro Nacional de Cofradías y Hermandades del Segundo Misterio Doloroso, con la Salida extraordinaria del paso de misterio por las calles de la ciudad. El año 2010, se le concede a la Hermandad por parte del Obispado de Jerez el título de "Hermandad Sacramental". El domingo 10 de julio de 2011, por motivo del Centenario Fundacional de la Parroquia,  se celebró la Procesión del "Corpus Chico de San Joaquín" por las calles de la Feligresía. Durante el Año de la Fe participó en los actos organizados por el Consejo Local de Hermandades y Cofradías: Besamano Mariano Magno, Pontifical y Besapiés Magno.
En el año 2014 se cumple el 75 aniversario de la fundación de la Hermandad con diferentes actos, incluyendo una salida extraordinaria.

## Imágenes
- Santísimo Cristo de la Flagelación: la imagen es de talla completa de autor desconocido de principios del siglo XVII en que representa el flagelo del redentor. Esta Imagen provenía del Convento de los Descalzos de esta Ciudad, actualmente desaparecido y convertido dicho lugar en una Plaza denominada de Isaac Peral. Posteriormente a su fundación se restauró por el Imaginero Juan Bottaro. En el año 1995 la restaura el portuense Enrique Ortega, se descubre a través de fotografías de rayos X que la Imagen es de una sola pieza, siendo la cabeza posterior. Mide 1,70 m aprox. de altura. Completan el misterio las siguientes imágenes secundarias: dos sayones erguidos que azotan al Señor (1951) de los hermanos jerezanos Pinto, un soldado que contempla la escena sosteniendo la túnica y una lanza (2003) de Ángel Pantoja y otro soldado romano que observa al Señor incorporado en el año 2012 adquirido a una hermandad jerezana de Luis González Rey (1998).
- María Santísima de la Amargura: imagen de dolorosa de candelero para vestir, obra del imaginero sevillano Antonio Castillo Lastrucci en el año 1944. Mide 1,60 m aprox. de altura.

## Cortejo procesional

### Pasos procesionales:[3]

#### Primer Paso
Representa a Jesús de Nazaret en el momento de su flagelación a manos de los sayones.
- Paso de Misterio: tallado por el taller de Hermanos Caballero de Sevilla en madera de cedro se estrena en fase de carpintería en 2019.Tallado frontal 2021. Candelabros en madera estrenado 2025.Faldones en Damasco negro del año 2019.
- Medidas parihuela: 2,40 m ancho x 5,00 m de largo calza 40 costaleros.
- Acompañamiento musical: banda de Cornetas y Tambores Jesús Despojado de San Fernando (desde 2022).

#### Segundo Paso
María Stma. de la Amargura bajo palio.
- Paso de Palio: en terciopelo burdeos bordados en hilo de oro y apliques en tisú, faldones y manto (2011), techo de palio (2013) y bambalinas en ejecución, bajo el diseño de David Calleja Ruiz y realizados por hermanos. En orfebrería en plata cofradiera: Los varales (1989) realizados en los talleres de Jiménez de Sevilla, La Peana y los respiraderos con sus correspondientes maniguetas y crestería en los talleres de Lorenzo Jiménez Rueda, la Corona de la Virgen (1962)fue elaborada por Manuel Rodríguez en Jerez de la Frontera, su estilo es de Reina, tipo imperial, repujada en plata y chapada en oro. En el año 2003 se le incluyó un ancla.

- Medidas: calza 30 costaleros.

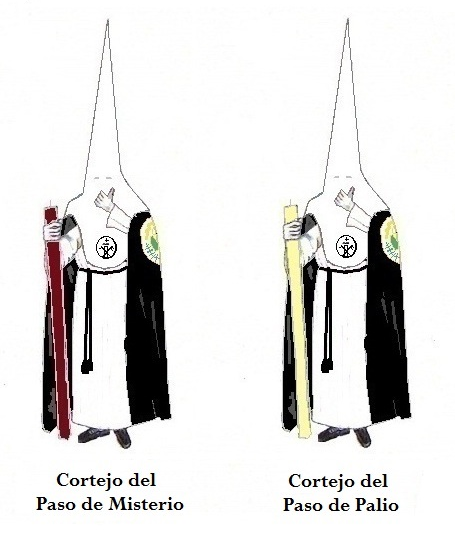
Hábito Nazareno Flagelación

- Acompañamiento musical: Banda de música Ntra. Sra. de Consolación de Huelva (desde 2018).

### Hábito nazareno:[4]
Los nazarenos visten túnica y antifaz blanco en tela de sarga, capa, botonadura y cíngulo en sarga negra, llevan guantes blancos y zapatos de color negro. Sobre el hombro izquierdo de la capa escudo de la Hermandad y en el velillo el antiguo escudo de la hermandad. Los Manigueteros visten el hábito de fundación de la Hermandad, siendo la túnica y la capa de color blanca.

### Lugares de interés en el recorrido
Cabe destacar la salida y recogida por su dificultad, el paso por el barrio de la Vid y la calle Vicario.

## Marchas dedicadas:[5]

### Cornetas y Tambores
- Jesús de la Flagelación (2008) de Manuel Alejandro González Cruz.
- Flagelao en tu Agonía (2013) de Juan Carlos Fernández, Adrián Ortega y Alberto Cabral.

### Agrupación Musical
- Castigo de azotes (1996) de Diego Cristo Álvarez

### Banda de Música
- Reina de San Joaquín (2010) de Carlos Delgado Godino

## Retablo cerámico

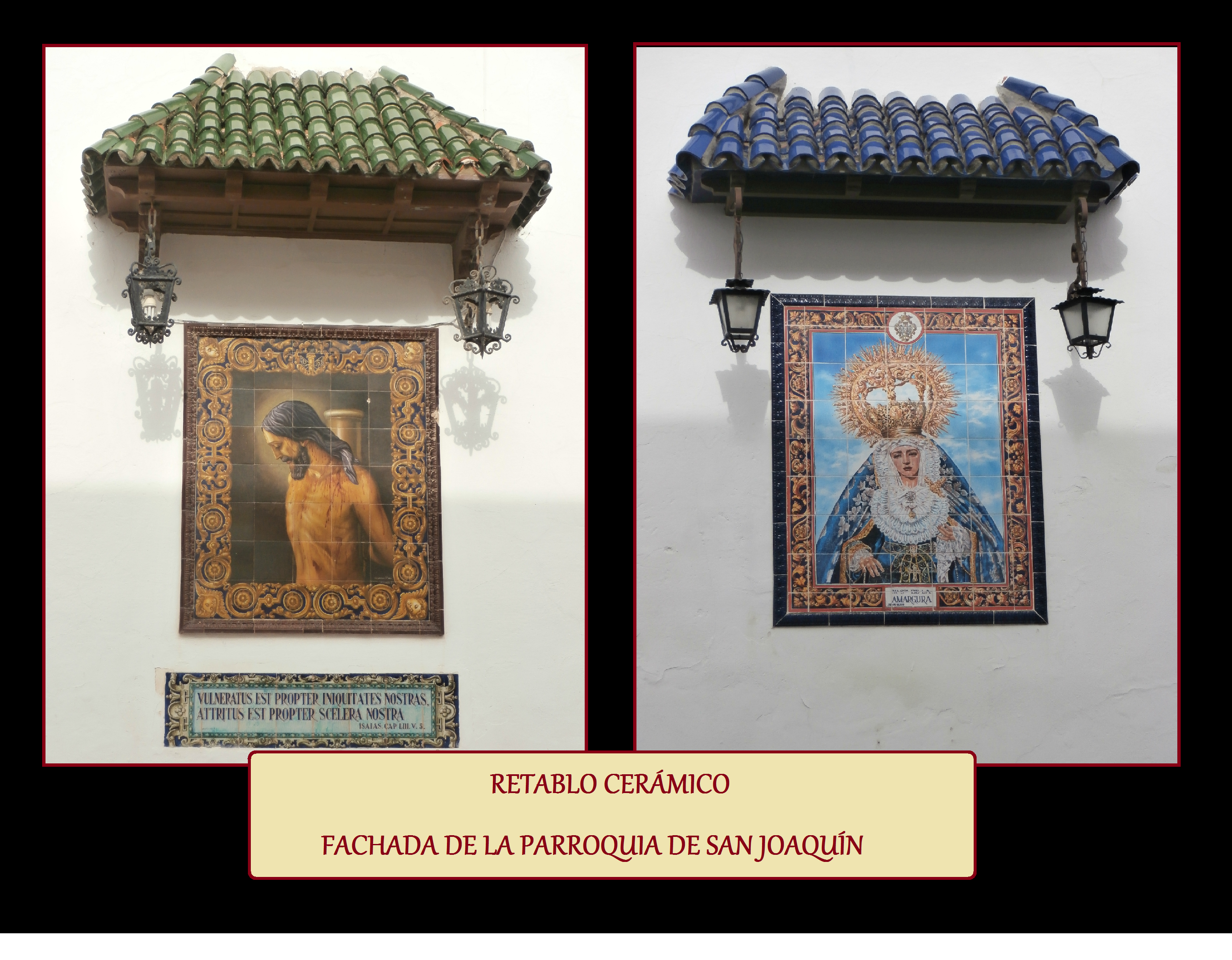
Retablo Cerámico Hdad. Flagelación